# Izuku Midoriya
 (septembre 2022).
- Si vous ne connaissez pas le sujet, laissez ce bandeau (vous pouvez alors contacter les auteurs).
- Si vous supprimez le contenu mis en cause (vous pouvez préalablement contacter les auteurs),

argumentez précisément cette suppression dans la page de discussion
(un manque de référence n'est pas un argument ; une recherche réelle de référence doit avoir été effectuée, être formellement documentée).
 (décembre 2020).
Si vous disposez d'ouvrages ou d'articles de référence ou si vous connaissez des sites web de qualité traitant du thème abordé ici, merci de compléter l'article en donnant les références utiles à sa vérifiabilité et en les liant à la section « Notes et références ».
Izuku Midoriya (緑谷出久), alias Deku (デク), est le personnage principal du manga My Hero Academia.

## Biographie

### Introduction
L'histoire débute dans un monde où plus de 80% de la population mondiale possède un super-pouvoir appelé Alter. De ce fait, le taux de criminalité est en hausse dû à de nombreux individus qui se servent de leur pouvoir pour faire le mal. Cependant, d'autres individus dotés d'Alters se sont levés parmi les civils pour combattre les criminels: les Héros. 
Parmi tout cela, on suit l'histoire d'Izuku Midoriya. Izuku est depuis tout petit un fan d'All Might, héros numéro 1 et symbole de la paix qu'il rêve d'égaler, malheureusement, ce rêve se retrouve brisé, le jour où izuku apprend qu'il fait partie des 20% de la population à ne pas posséder d'alter. Malgré tout cela, il décide de persévérer afin d'intégrer le plus prestigieux lycée de super-héros: Yuei. 
Quelques années plus tard, lors de sa dernière année de collège, Izuku finit par rencontrer All Might qui lui conseille d'abandonner son rêve selon lui impossible à réaliser. Cependant, Izuku n'en fait rien et le jour où son rival, Katsuki Bakugo, est capturé par un super-vilain, Izuku ne réfléchit pas et décide de se lancer pour le sauver, sans savoir qu'All Might assiste à toute la scène. Ce dernier, impressionné par un tel courage, lui confie son plus grand secret: il tient son pouvoir de son mentor et doit maintenant lui-même le transmettre à un disciple, il choisit donc Izuku. Izuku subira donc un long entraînement de dix mois afin de préparer son corps à recevoir ce fameux pouvoir: le One for All.

### Examen d'entrée
Après avoir reçu ce pouvoir, pour intégrer Yuei, Izuku doit maintenant passer l’examen d'entrée consistant à vaincre un maximum de robots dans un temps imparti pour récolter un maximum de points.
Cependant, les choses ne se passent pas comme prévu, Izuku, ne maitrisant pas encore son nouveau pouvoir, il se voit incapable de l'utiliser de son plein gré. Et alors que l'examen arrive à son terme, le plus puissant des robots mais valant 0 point apparaît et met en danger la vie d'une fille, Ochaco Uraraka, dont Izuku avait fait la rencontre quelques heures plus tôt. Et une fois de plus, l'esprit de héros d'Izuku prend le dessus, son pouvoir se manifeste soudainement permettant à Izuku de vaincre ce robot.
Mais malgré tout cela, à la fin de l'examen, Izuku reste à 0 point et est alors persuadé d'avoir échoué. Cependant, quelques jours plus tard, à sa plus grande surprise, Izuku reçoit une lettre d'All Might l'informant qu'il est reçu grâce à une règle ajoutée exceptionnellement : des points sont attribués à des personnes qui font des actes héroïques. Cette règle donne donc assez de points à Izuku pour être admis.

## Personnalité
Izuku est un garçon intelligent, très timide, serviable et poli, réagissant souvent de manière excessive à des situations de la vie courante. Il manque de confiance en lui. Depuis toujours, Katsuki Bakugo le harcèle. Leur relation ne s'est pas améliorée avec le temps. Cependant, Izuku a pris confiance en lui après son entrée à Yuei, apprenant ainsi à tenir tête à Bakugo.
Izuku a l'habitude de marmonner. En dehors de ça, Izuku est un étudiant plutôt déterminé. Il prend des notes au sujet des Alters et des Héros. Il écrit ses observations dans nombre de carnets qu’il trie soigneusement dans un ordre précis. Grâce à cette pratique, Izuku a développé un grand esprit d'analyse. Il est ainsi doué pour concevoir des plans de bataille en quelques secondes. Deku extériorise ses observations en marmonnant sans cesse.
Izuku est une personne attentionnée et n’hésite jamais à secourir quelqu'un en danger. La plupart du temps, il ne réfléchit pas aux risques qu'il prend, et agit sur des coups de tête. Izuku aide souvent les gens de son entourage dans leurs vies personnelles. All Might approuve, et affirme qu’un héros devrait s’immiscer dans la vie des autres et ainsi, leur venir en aide. Cela agace Katsuki pour qui être un héros consiste simplement à sauver des vies. L’esprit héroïque d’Izuku est reconnu par beaucoup : Shoto Todoroki, Ochako Uraraka, Sir Nighteye, Tenya Iida, All Might, et même le tueur de héros : Stain. 
Beaucoup de décisions et actions de Deku découlent de sa volonté de devenir un grand Héros. Après avoir hérité de son Alter, l’une des priorités de Midoriya est de pouvoir être à la hauteur de l’héritage. Il est toujours à la recherche de moyens pour s'améliorer, et ainsi, devenir plus fort. Il est conscient de l’immense pression qui pèse sur lui. Izuku semble aussi avoir un côté combatif et violent. Ces traits de caractère se manifestent généralement au combat, au cours desquels son désir de sauver est plus fort que son calme habituel. Cet aspect de sa personnalité le fait se conduire comme Bakugo, bruyant et inarrêtable. Deku voue une grande admiration à Bakugo. Il voit en Bakugo l’incarnation la victoire. En effet, il n'a jamais vu Katchan échouer depuis leur plus jeune âge.

## Relations

### Inko Midoriya (mère)
Inko Midoriya est une utilisatrice d'Alter de la quatrième génération. Elle se marie avec Hisashi Midoriya avec lequel ils donnent naissance à Izuku. Elle émet des doutes sur l'ambition de son fils à devenir un jour un héros. Lorsque l'Alter de son fils s'éveille tardivement, et qu'Izuku réussit l’examen d'entrée à l'Académie Yuei, elle s'excuse d'avoir douté de lui et lui promet de l'encourager. Cependant elle s'inquiète de la santé de son fils et lorsqu'All Might lui parle du projet d'internat au lycée Yuei, elle refuse par crainte qu'Izuku soit de nouveau mis en danger mais All Might réussit à la convaincre.
C'est sa mère qui a confectionné son costume de héros de base avec tout son cœur et, depuis lors, Izuku veut garder le design de son costume malgré les changements apportés car son costume symbolise la foi que sa mère a en lui.

### Hisashi Midoriya (père)
Mari d'Inko Midoriya, qui a donné naissance à leur fils, Izuku. Peu de temps après, il prend un poste de travail à l’étranger. Izuku n'a aucun souvenir de son père. Plusieurs personnes pensent qu’il s’agit d’All For One (le méchant de l’histoire) qui peut contrôler plusieurs Alters comme Izuku pendant la saison 5. Cela est assez probable mais aucune information n'a été révélée pour l’instant. Les seules choses qu'Izuku sait au sujet de son père est le fait qu'il a un Alter lui permettant de cracher du feu et qu'il travaille dans un autre pays que le Japon

### All Might
Izuku a toujours admiré All Might, il a toujours voulu avoir un Alter comme le sien. Après avoir gagné le respect d'All Might, une forte relation mentor-étudiant se développe, aussi forte que celle d'un père envers son fils. 
Izuku n'avait pas le physique qu'il faut pour utiliser le One For All. All Might propose un entrainement intensif à Midoriya. La formation d'All Might est rude pour Deku, mais ce dernier a continué à se donner à fond pour devenir le numéro un des super-héros. Une fois Deku accepté au lycée Yuei, All Might devient son professeur et continue son apprentissage par le biais de l'école. All Might croit fermement qu'Izuku pourra lui succéder pour devenir le nouveau symbole de la paix.

### Katsuki Bakugo
Katsuki Bakugo est un jeune homme possédant l'Alter des explosions. Il est de nature agressive et antipathique. Bakugo est extrêmement sûr de lui.
Izuku et Katsuki se connaissent depuis qu'ils sont enfants. Pourtant, ils ne peuvent pas être considérés comme des amis. Même après avoir été intimidé par Katsuki pendant toute son enfance, Deku persiste à l'admirer, principalement en raison de son Alter incroyable et de sa popularité auprès des autres enfants. Quand ils étaient au collège, il a dit à Deku de sauter du toit car il était inutile et sans alter. À la fin de la saison 3, Katsuki finit par comprendre que l'Alter de Deku provient d'All Might ainsi que l'importance de ce secret, et dès lors il attend que Deku le maitrise totalement afin de le combattre et de le battre pour atteindre son objectif d’être le plus grand des héros, et depuis leur relation est moins tendue et plus agréable même si Bakugo montre toujours de l’agressivité envers Deku.
La raison pour laquelle Bakugo martyrisait Izuku est que la bonté et la gentillesse de ce dernier lui posait problème alors il l'a maltraité par crainte de se retrouver devant ses faiblesses et il participe à tous les entrainement au One For All de Deku pour ce racheter à sa manière car il tient à Izuku sans le montrer (il le montre quand même un petit peu en aidant Izuku à maîtriser son Alter).

### Shoto Todoroki
Shoto Todoroki est le fils d'un des plus grands super-héros de leur monde. Shoto maîtrise le feu et la glace. Il a hérité du feu de son père, un homme qu'il déteste particulièrement car il a utilisé ses propres enfants pour assouvir ses rêves. Shoto Todoroki est résolu depuis toujours à ne pas employer les flammes de son père. Pour autant, Izuku s'est immiscé dans sa vie et l'a aidé à changer. Izuku aidera Shoto à ne plus renier son Alter de feu. Midoriya a fait comprendre à Shoto que, peu importe d'où lui proviennent ses flammes, elles font partie intégrante de lui. C'est son Alter, pas celui de son père.

### Ochaco Uraraka
Uraraka est une jeune fille qui possède l'Alter "Gravité Zero". Elle peut faire flotter n'importe quel objet rien que par le toucher. Elle trahit quelquefois un manque de confiance en elle. Au cours du championnat sportif de Yuei, elle révèle une détermination parée à toute épreuve et une grande combativité. D'ailleurs, elle fera un stage avec le héros Gun Head, elle se découvrira une véritable vocation pour le combat.
Ochaco est la première personne de la classe de seconde à sympathiser avec Izuku. Ils s'entendent très bien depuis leur rencontre. Izuku est dans un premier temps très timide avec Ochaco, car c'est la première fois qu'il parle à une fille. Comme elle est tactile et familière, cela lui fait perdre ses moyens. Ochaco deviendra par la suite son amie la plus proche. Lors d'une épreuve pratique à Yuei, on apprend qu'Ochaco est amoureuse d'Izuku.

### Tenya Iida
Tenya est un des protagonistes du manga, délégué de la seconde A, petit frère de Tensei ida. Il possède l'Alter "Engine". Une partie de son corps est mutée en moteur (ses jambes), lui conférant une rapidité surhumaine. Il peut les retirer pour les rendre plus puissant, mais cela est très douloureux. 
Izuku pensait d'abord que Iida était terrifiant et qu'ils n'arriveraient pas à s'entendre. De plus, Tenya commence par juger Izuku trop timide. Cependant, plus l'intrigue avancera, plus Deku surprendra sa classe, et plus Tenya admettra l'avoir mal jugé au départ. Leur relation en sera d'encore plus renforcée lorsqu'Izuku viendra au secours de Tenya face au tueur de héros, Stain.

### Yuga Aoyama
Au départ, Izuku et Aoyama étaient juste de simples camarades de classe qui n'interagissaient pas fréquemment, mais après la mort de Sir Nighteye, Aoyama a voulu consoler Izuku en lui donnant du fromage européen de manière étrange envers ce dernier, mais il avait fait ça pour lui redonner le moral car il trouve qu'ils se ressemblent sur le fait que leurs corps supportent mal leurs alters respectifs, et depuis ils sont devenus de vrais amis.
Lorsqu'Izuku apprend qu'Aoyama est le traitre qui donne des informations sur le lycée Yuei à l’alliance des Super-Vilain, il est choqué et attristé de savoir que son ami est un traitre qui agit pour le compte d'All For One par peur de représailles envers lui et sa famille. 
Tout comme Izuku, Aoyama est né sans-alter et il a reçu son alter venant de quelqu'un, mais à la différence qu'il a reçu son alter, le Nombrilaser, d'All For One, le pire ennemi d'All Might car ses parents voulaient qu'il ne soit pas victime de discrimination venant des autres enfants, mais en faisant ça, les Aoyama sont sous les ordres du vilain à leur grand malheur. Même s'ils sont à la base des sans-alters depuis leur naissance, leurs situations sont opposées, car All Might est bienveillant envers Izuku mais All For One, lui, se sert de Aoyama comme d'un simple outil pour ses plans sans se soucier de son bien-être.

## Compétences

### Compétences générales
L'atout principal d’Izuku avant d’hériter de son Alter, était sa vaste connaissance des puissances, habiletés et tactiques des plus grands héros. Depuis qu'il est enfant, Deku a tout étudié des héros professionnels si bien qu'il est capable d’appliquer cette connaissance pendant les situations de crise. Sa grande bravoure et son désir de devenir un héros jouent un rôle important dans sa capacité à protéger les autres. Avant d'hériter de l'Alter d'All Might, il a affronté Le Gluant et a sauvé Katsuki Bakugo grâce à son audace et ses talents héroïques. À la suite de l'entraînement d'All Might, dix mois intensifs d'entraînement suffirent avant d’obtenir le physique adéquat pour recevoir le One For All. 
Après avoir hérité du One For All, il devient capable de bouger si vite qu'un œil humain ne peut le suivre, et d'abattre un ennemi d'un seul coup de poing. Cependant, le contrecoup physique a empêché Izuku d’être en mesure de se battre correctement ou de rivaliser avec des ennemis plus forts. Malgré cela, il possédait encore une durabilité physique impressionnante, et sa conduite lui a permis de résister aux inconvénients du One For All. Les traits héroïques d’Izuku, combinés à son utilisation de One For All, lui vaut la 7eplace durant l'examen d’entrée, avec plus de points de sauvetage que tout autre candidat.

### Techniques spéciales
Grâce à la formation de Gran Torino, son maître de stage, Izuku a pu débloquer le revêtement intégral du One For All et obtenir un meilleur contrôle de son Alter dans tout son corps, laissant sa puissance à travers lui au lieu de le concentrer dans un seul endroit. Selon lui, cette technique lui donne une plus grande maniabilité. L’activation de cette technique lui donne plus de force, de vitesse, de mobilité et d’agilité. Le revêtement intégral lui permet aussi de ne pas se briser les os lors d'une attaque[réf. souhaitée].